# Reino do Haiti
O Reino do Haiti foi o estado estabelecido por Henri Christophe em 28 de março de 1811, quando ele foi proclamado rei Henri I, já tendo governado como presidente, anteriormente. essa foi a primeira tentativa de estabelecer uma monarquia no Haiti após o fim do Império Haitiano. Diferentemente de Jean-Jacques Dessalines, Henri Christophe nunca conseguiu governar o Haiti inteiro, já que após o assassinato de Dessalines em 1806, o Haiti se dividiu em dois estados, o Estado do Haiti ao norte e a República do Haiti ao sul. Em 1811, o Estado do Haiti foi transformado em uma monarquia, o Reino do Haiti, governado por Henri Christophe, agora com o título de Henri I. Durante seu reinado, ele construiu 6 castelos, 8 palácios (incluindo o Palácio de Sans-Souci e a Citadelle Laferrière, construída para proteger o reino de possíveis invasões francesas.o rei também criou uma classe nobre do reino, nomeando 4 príncipes, 8 duques, 22 condes, 37 barões e 14 cavaleiros. Após um golpe de estado, e vendo o apoio a seu governo enfraquecer, Henri cometeu suicídio em 8 de outubro de 1820 e foi enterrado na fortaleza de Citadelle Laferrière. 10 dias depois, seu filho e herdeiro Jacques-Victor Henry foi morto no palácio de Sans-Souci pelos revolucionários. Após a morte de Henri, o Reino do Haiti foi reunido com a República do Haiti, tendo Jean-Pierre Boyer como presidente.